# Keith Van Horn
Keith Adam Van Horn (Fullerton, 23 ottobre 1975) è un ex cestista statunitense, professionista nella NBA.

## Carriera
Ha giocato nella prestigiosa università di Utah ed è stato scelto con la seconda scelta assoluta dai Philadelphia 76ers nel draft NBA 1997 dietro Tim Duncan.
Soprannominato "lo sceicco bianco", ha giocato per i New Jersey Nets, i Philadelphia 76ers, i New York Knicks, i Milwaukee Bucks e per i Dallas Mavericks, con cui è arrivato alle finali NBA nel 2006, uscendo dalla panchina, contro i Miami Heat di Shaquille O'Neal e Pat Riley, dopo averle giocate da titolare con i Nets nel 2002, perdendole in tutte e due le occasioni.
Giocava sia da ala piccola che da ala grande, con un ottimo ed affidabile tiro da tre punti.
Nel 2008 i Dallas Mavericks lo mettono sotto contratto solo per poterlo scambiare ai New Jersey Nets insieme a Devin Harris, DeSagana Diop, Trenton Hassell e Maurice Ager, per ottenere Jason Kidd, Malik Allen e Antoine Wright.
Il 24 ottobre 2008 viene tagliato dai New Jersey Nets, poco prima dell'inizio della stagione 2008-09.

## Statistiche

### College
| Anno      | Squadra   | PG  | PT | MP   | TC%  | 3P%  | TL%  | RP  | AP  | PRP | SP  | PP   |
| --------- | --------- | --- | -- | ---- | ---- | ---- | ---- | --- | --- | --- | --- | ---- |
| 1993-1994 | Utah Utes | 25  | 24 | 29,6 | 51,6 | 44,3 | 77,5 | 8,3 | 0,8 | 0,8 | 1,6 | 18,3 |
| 1994-1995 | Utah Utes | 33  | 33 | 30,1 | 54,5 | 38,6 | 85,6 | 8,5 | 1,4 | 0,8 | 0,8 | 21,0 |
| 1995-1996 | Utah Utes | 32  | -  | 30,9 | 53,8 | 40,9 | 85,1 | 8,8 | 1,0 | 0,7 | 0,7 | 21,4 |
| 1996-1997 | Utah Utes | 32  | 32 | 31,5 | 49,2 | 38,7 | 90,4 | 9,5 | 1,4 | 0,7 | 1,2 | 22,0 |
| Carriera  | Carriera  | 122 | 89 | 30,6 | 52,2 | 40,1 | 85,1 | 8,8 | 1,2 | 0,7 | 1,0 | 20,8 |

### NBA

#### Regular Season
| Anno      | Squadra            | PG  | PT  | MP   | TC%  | 3P%  | TL%  | RP  | AP  | PRP | SP  | PP   |
| --------- | ------------------ | --- | --- | ---- | ---- | ---- | ---- | --- | --- | --- | --- | ---- |
| 1997-1998 | N.J. Nets          | 62  | 62  | 37,5 | 42,6 | 30,8 | 84,6 | 6,6 | 1,7 | 1,0 | 0,4 | 19,7 |
| 1998-1999 | N.J. Nets          | 42  | 42  | 37,5 | 42,8 | 30,2 | 85,9 | 8,5 | 1,5 | 1,0 | 1,3 | 21,8 |
| 1999-2000 | N.J. Nets          | 80  | 80  | 34,8 | 44,5 | 36,8 | 84,7 | 8,5 | 2,0 | 0,8 | 0,8 | 19,2 |
| 2000-2001 | N.J. Nets          | 49  | 47  | 35,4 | 43,5 | 38,2 | 80,6 | 7,1 | 1,7 | 0,8 | 0,4 | 17,0 |
| 2001-2002 | N.J. Nets          | 81  | 81  | 30,4 | 43,3 | 34,5 | 80,0 | 7,5 | 2,0 | 0,8 | 0,5 | 14,8 |
| 2002-2003 | Philadelphia 76ers | 74  | 73  | 31,6 | 48,2 | 36,9 | 80,4 | 7,1 | 1,3 | 0,9 | 0,4 | 15,9 |
| 2003-2004 | N.Y. Knicks        | 47  | 47  | 33,5 | 44,5 | 37,3 | 81,9 | 7,3 | 1,8 | 1,1 | 0,4 | 16,4 |
| 2003-2004 | Milwaukee Bucks    | 25  | 15  | 30,6 | 47,2 | 45,8 | 94,5 | 6,3 | 1,5 | 0,6 | 0,6 | 15,7 |
| 2004-2005 | Milwaukee Bucks    | 33  | 13  | 24,8 | 44,9 | 38,5 | 86,2 | 5,0 | 1,2 | 0,6 | 0,3 | 10,4 |
| 2004-2005 | Dallas Mavericks   | 29  | 3   | 23,6 | 46,2 | 37,5 | 78,3 | 4,4 | 1,2 | 0,5 | 0,3 | 12,2 |
| 2005-2006 | Dallas Mavericks   | 53  | 0   | 20,6 | 42,4 | 36,8 | 83,2 | 3,6 | 0,7 | 0,6 | 0,2 | 8,9  |
| Carriera  | Carriera           | 575 | 463 | 31,6 | 44,3 | 36,1 | 83,5 | 6,8 | 1,6 | 0,8 | 0,5 | 16,0 |

#### Playoffs
| Anno     | Squadra            | PG | PT | MP   | TC%  | 3P%  | TL%  | RP  | AP  | PRP | SP  | PP   |
| -------- | ------------------ | -- | -- | ---- | ---- | ---- | ---- | --- | --- | --- | --- | ---- |
| 1998     | N.J. Nets          | 3  | 3  | 25,7 | 44,8 | 0,0  | 80,0 | 3,0 | 0,3 | 0,0 | 0,0 | 12,7 |
| 2002     | N.J. Nets          | 20 | 20 | 32,2 | 40,2 | 44,0 | 71,4 | 6,7 | 2,1 | 1,0 | 0,5 | 13,3 |
| 2003     | Philadelphia 76ers | 12 | 12 | 33,5 | 38,2 | 43,8 | 90,0 | 7,5 | 0,8 | 0,8 | 0,2 | 10,4 |
| 2004     | Milwaukee Bucks    | 5  | 2  | 27,4 | 33,3 | 36,4 | 66,7 | 4,6 | 1,4 | 1,4 | 0,6 | 8,0  |
| 2005     | Dallas Mavericks   | 3  | 0  | 11,0 | 46,7 | 0,0  | 88,9 | 2,0 | 0,3 | 0,3 | 0,0 | 7,3  |
| 2006     | Dallas Mavericks   | 14 | 3  | 12,3 | 33,9 | 28,6 | 100  | 2,3 | 0,1 | 0,0 | 0,3 | 3,6  |
| Carriera | Carriera           | 57 | 40 | 25,7 | 38,8 | 39,1 | 79,5 | 5,1 | 1,1 | 0,6 | 0,3 | 9,5  |

## Palmarès
- NCAA AP All-America First Team (1997)
- NCAA AP All-America Second Team (1996)
- NBA All-Rookie First Team (1998)